# Andrés Sabido
Andrés Sabido Martín est un footballeur espagnol né le 13 novembre 1957 à Madrid. Il évoluait au poste de défenseur central.

## Biographie
Andrés Sabido est formé au Real Madrid.
D'abord joueur de la Castilla, il évolue avec l'équipe première à partir de 1978.
Avec le Real, il est sacré Championnat d'Espagne lors de ses deux premières saisons en 1978 et 1979.
Lors de sa troisième saison en 1979-80, Sabido réalise le doublé Coupe/Championnat.
Lors de la campagne de Coupe des clubs champions en 1980-81, il dispute sept matchs dont la finale perdue contre Liverpool perdue 0-1,.
Sabido est à nouveau vainqueur de la Coupe d'Espagne en 1981-82.
Après ce titre, il quitte le Real et rejoint le RCD Majorque.
Après trois saisons avec Majorque, Sabido est transféré au CA Osasuna. Il raccroche les crampons en 1988.
Le bilan de la carrière d'Andrés Sabido en championnat s'élève à 152 matchs disputés en première division, pour quatre buts marqués, et 65 matchs joués en deuxième division, avec quatre buts inscrits.

## Palmarès
Real Madrid
| - Championnat d'Espagne (3) : - Champion : 1977-78, 1978-79 et 1979-80. - Coupe d'Espagne (2) : - Vainqueur : 1979-80 et 1981-82. |  | - Coupe des clubs champions : - Finaliste : 1980-81. |